# Geetanjali Shree
Geetanjali Shree गीतांजलि श्री (conocida como Geentanjali Pandey) es una escritora india residente en Nueva Delhi. Es autora de varios relatos y  novelas en hindi.  En 2022 su novela Ret Samadhi (2018), traducida al inglés como Tomb of Sand por Daisy Rockwell, ganó el Premio Internacional Booker.

## Biografía
Shree creció en varias ciudades de Uttar Pradesh en las que su padre trabajaba como funcionario. Esta educación, según ella misma cuenta, junto con la falta de libros infantiles en inglés, le dio una rica conexión con la lengua hindi. Participa en el grupo de teatro Vivadi, integrado por escritores, artistas, bailarines y pintores.

## Obra
Su primer cuento, "Bel Patra" (1987), fue publicado en la revista literaria Hans. A este le siguió  la colección de cuentos Anugoonj (1991).
Su novela Mai (2000), finalista del Crossword Book Award, la catapultó a la fama. En ella cuenta la historia de tres generaciones de mujeres de una familia de clase media del norte de la India. Mai ha sido traducida a varios idiomas, entre ellos el serbio y el coreano y también al urdo por Bashir Unwan con prefacio de Intizar Hussain. Su traductora al inglés  Nita Kumar, recibió el Premio de Traducción Sahitya Akademi. Otras traducciones de la novela son las de  Annie Montaut al  francés, y de  Reinhold Schein al alemán. 
La segunda novela de Shree, Hamara Shahar Us Baras, está ambientada en los incidentes de la demolición de Babri Masjid.
Khālī jagah (2006), su cuarta novela. Ha sido traducida al inglés por Nivedita Menon como The Empty Space, al francés por Nicola Pozza como Une place vide y al alemán por Georg Lechner y Nivedita Menon como Im leeren Raum).  
Ret Samadhi, novela publicada en 2018, con buena acogida del público, ha sido traducida al inglés por Daisy Rockwell como Tomb of Sand, y al francés por Annie Montaut como Ret Samadhi. Au-delà de la frontière . En abril de 2022, Tomb of Sand ganó el International Booker Prize.
- Between Two Worlds: An Intellectual Biography of Premchand
- "Premchand and Industrialism: A Study in Attitudinal  Ambivalence", The Indian Economic and Social History Review, XIX(2), 1982
- "Premchand and the Peasantry: Constrained Radicalism", Economic and Political Weekly, XVIII(26), 25 de junio de 1983.
- "The North Indian Intelligentsia and the Hindu-Muslim Question"

## Premios y reconocimientos
Geetanjali Shree recibió el premio Indu Sharma Katha Samman y ha sido miembro de la Fundación del Ministerio de Cultura, India y Japón. En 2022, su novela Tomb of Sand se convirtió en la primera novela en hindi ganadora del International Booker Prize, premio que se concede a la traducción inglesa de una obra de ficción.